# Mercedes-Benz в автоспорте

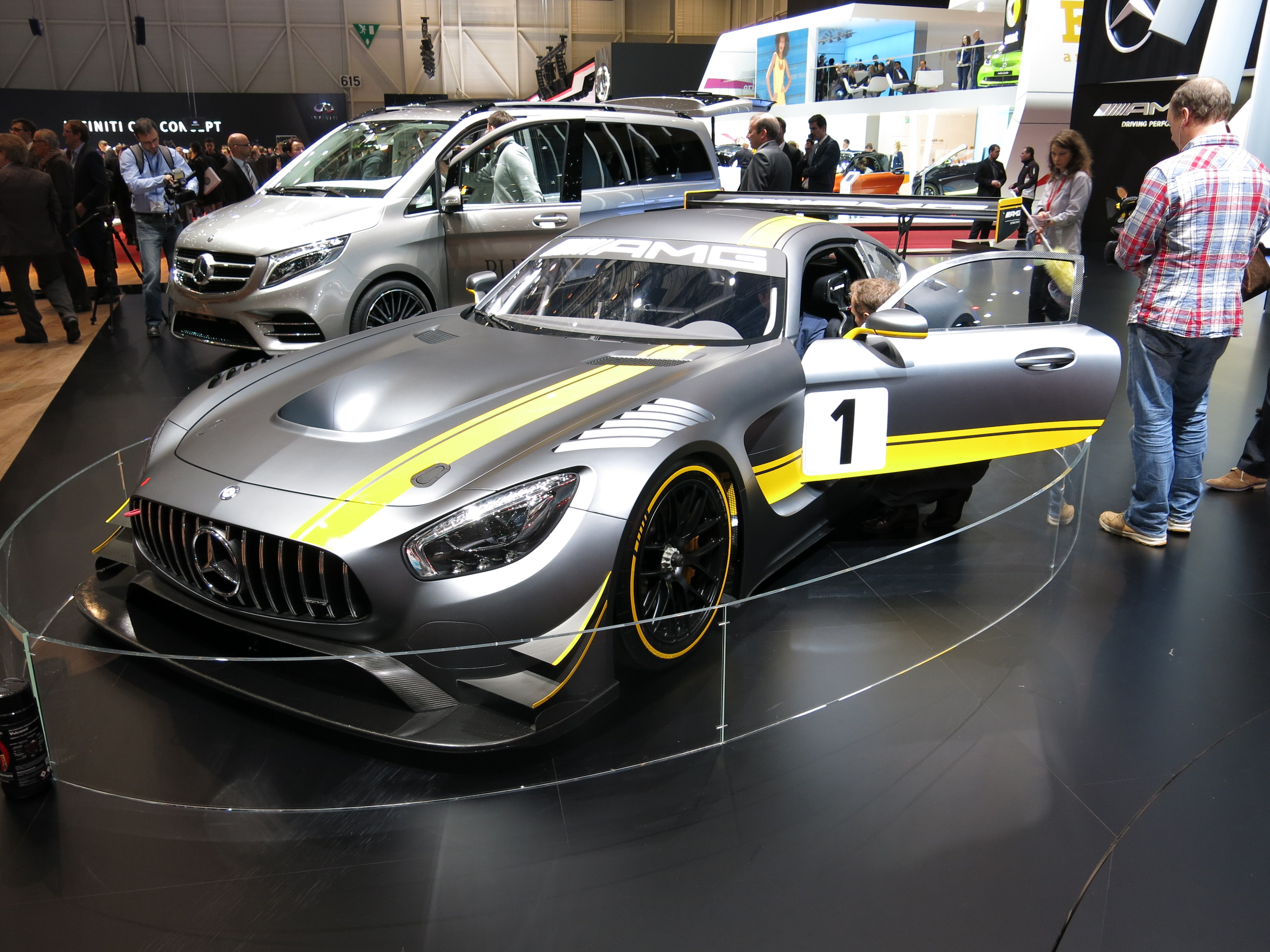
Mercedes-AMG GT3 на автосалоне в Женеве

Немецкая компания Mercedes-Benz на протяжении всей своей истории принимала участие в целом ряде автогоночных соревнований, таких как ралли, гонки спортпрототипов, мотогонки, гонки грузовиков, и в настоящее время представлена в Формуле-1, Формуле E и Формуле-3. Ещё будучи двумя независимыми фирмами, Daimler-Motoren-Gesellschaft и Benz & Cie. представляли собственные гоночные модели для демонстрации технологических достижений на самые различные спортивные мероприятия. Целая эпоха в гонках Гран-при (1930-е и 1950-е года) получила название «Эра серебряных стрел» благодаря успешным моделям марки Mercedes-Benz, которые выступали под руководством Альфреда Нойбауэра.

## Ранняя история
Две компании, которые были объединены в бренд «Мерседес-Бенц» в 1926 году, уже успели к этому времени завоевать успех в автомобильном спорте. Одна из моделей фирмы Карла Бенца участвовала в первой автомобильной гонке в мире, Париж-Руан 1894 года, где Эмиль Роджер финишировал 14-м за 10 часов и 1 минуту. Автомобиль Mercedes Simplex 1902 года, построенный компанией Daimler-Motoren-Gesellschaft, был первым гоночным автомобилем марки «Mercedes», который был намного меньше традиционных моделей того времени, похожих на конные экипажи. Данная модель доминировала во многих гонках на протяжении нескольких лет.
В 1908 Кристиан Лотеншлагер, управляя автомобилем марки Mercedes, одержал победу в Гран-при Франции. В 1914 году, незадолго до начала Первой мировой войны, Mercedes 35PS снова одержал победу в Гран-при Франции.

### Гонки на кубок Гордона Беннета (1903—1905)

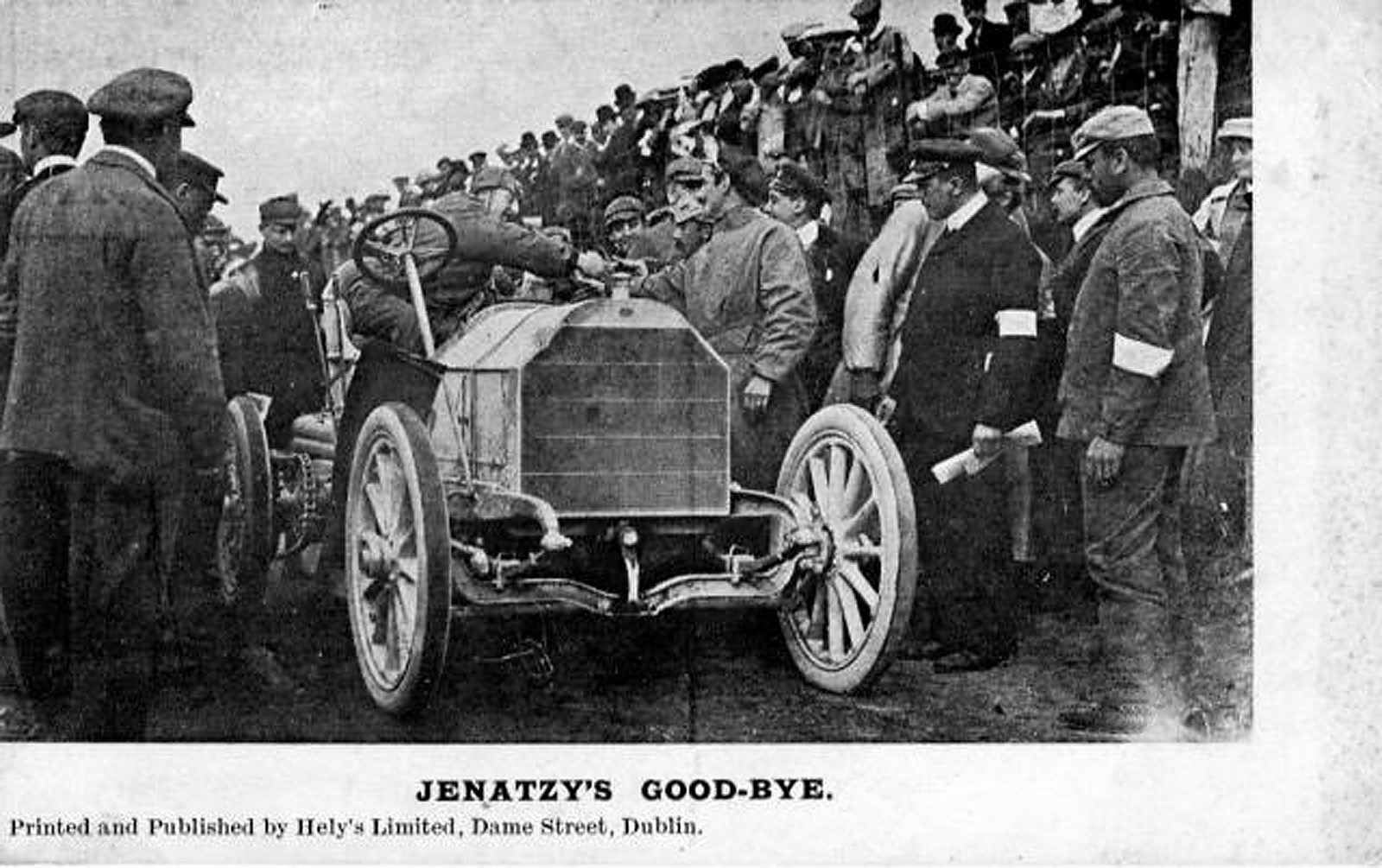
Кубок Гордона Беннетта, Ирландия, 2 июня 1903 год. Mercedes отпраздновала первый в своей гоночной истории крупный международный успех. На фото: победитель гонки, Камилль Женази (Mercedes 60PS) на старте

Гонки на Кубок Беннетта проводились с 1900 по 1905 год, всего состоялось 6 гонок. Согласно регламенту соревнования, гонщики выступали не за заводские команды, а за страну, в которой был изготовлен автомобиль, а автомобильный клуб победившего автомобиля должен был нести ответственность за организацию гонки следующего года. В 1903 году гонка проходила в Ирландии. Перед гонкой были определённые опасения насчет безопасности соревнования, поскольку в предыдущие годы гонки сопровождались серьёзными авариями, в результате которых погибали зрители. Чтобы предотвратить подобное, было принято решение впервые провести гонку на замкнутой гоночной трассе, специально подготовленной к соревнованию. Соперники были обязаны проехать семь кругов на двух смежных трассах протяженностью 65 и 83 км, общая дистанция гонки составила 527 км.
В том же, 1903 году, специально для выступления в гонке на кубок Гордона Беннетта в Ирландии, была разработана машина Mercedes с мощностью двигателя в 90 л. с. Однако, 10 июня 1903 года, за три недели до старта состязаний, на заводе в Каннштадте вспыхнул пожар, за несколько минут было уничтожено здание самого первого завода DMG (Daimler-Motoren-Gesellschaft), станки, а также 60 готовых машин, среди которых были три, отобранные для гонки. В DMG приняли решение транспортировать на гонку в Ирландии три машины мощностью 60 л. с. Тем не менее, бельгийский гонщик Камилль Женази смог одержать победу в гонке, преодолев гоночную дистанцию за 6 часов 39 минут со средней скоростью 79.16 км/ч. Триумф в гонке стал первым крупным международным успехом в гоночной истории германской компании.

## Чемпионат Европы (1923—1931, 1934—1939)

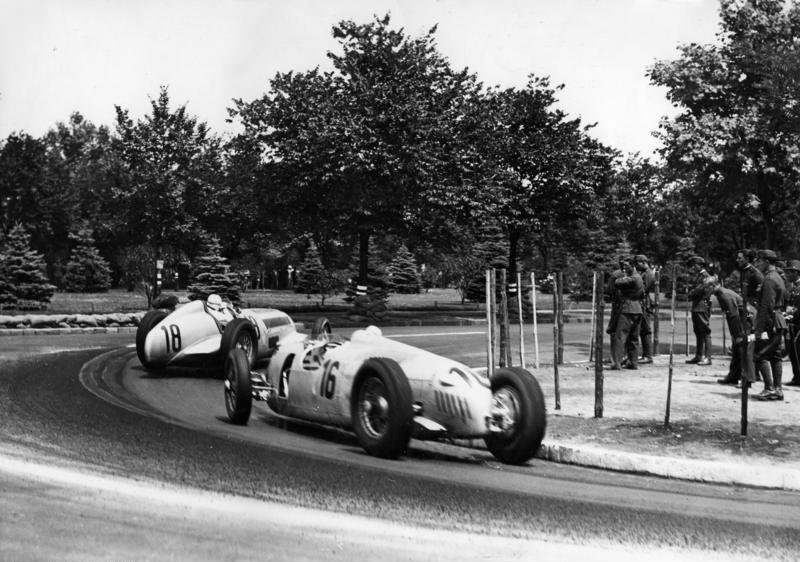
Рудольф Караччола (Mercedes) опережает гонщика Auto Union Бернда Роземайера в одном из Гран-при 1936 года

Компания Benz & Cie. начала принимать участие в гонках Гран-При с 1923 года, когда среднемоторная гоночная модель Benz-Tropfenwagen была представлена на европейском Гран-при в Монце. Детище главного инженера компании Ганса Нибела было вдохновлено австрийским автомобилем Rumpler Tropfenwagen и предназначалось для повышения общественного признания автомобилей со среднемоторной компоновкой. Автомобили оснащались двигателем DOHC рабочим объёмом 1991 куб. см. и мощностью 60 л. с. (60 кВт), демонстрируя «безупречную устойчивость на дороге» со скоростью 90 км/ч и выше. Несмотря на многообещающее начало, модель не смогла принести команде колоссальных побед за три года Гран-при и участвуя в восхождениях на возвышенности, так и не получив общественное признание и не оправдав надежды.
В конце 1933 года была введена новая Формула. По её правилам максимальный вес автомобиля без технологических жидкостей и шин должен был составлять 750 кг. При принятии новых правил ожидалось, что 750-килограммовая Формула приведет к созданию менее мощных двигателей и снижению скоростей, однако составители правил не смогли предвидеть прогресс в металлургической промышленности, позволивший немецким конструкторам Mercedes-Benz и Auto Union использовать более легкие материалы и одновременно создавать более мощные двигатели в пределах допустимого правилами минимального веса веса.
После прихода к власти Адольфа Гитлера в 1933 году, победы в гонках использовались в политических пропагандистских целях для повышения престижа Германии и демонстрирования германского технологического превосходства. Благодаря хорошим правительственным связям, Mercedes-Benz смог получить правительственные субсидии в размере 450 тыс. рейхсмарок для финансирования своей автоспортивной программы, однако Auto Union также планировали программу Гран-при, и министерство транспорта Германии настояло на том, чтобы ежегодная субсидия была разделена поровну между Mercedes-Benz и Auto Union, таким образом, обе компании получали по 225 тыс. рейхсмарок в год. Однако, правительственные субсидии покрывали небольшую часть общих расходов на автоспортивную деятельность автопроизводителей, и их затраты были намного выше; по оценкам, для участия в автогонках Daimler-Benz ежегодно требовалось сумма порядка 4 млн. рейхсмарок.
Часто период с 1934 по 1939 год часто называют называют «Золотыми годами» Mercedes-Benz и Auto Union; революционные конструкции немецких производителей дали толчок новому техническому развитию и обеспечили их бесспорное доминирование на гоночных трассах. Так, в 1938 году в Гран-при Франции одержал победу Манфред фон Браухитч, управлявший автомобилем марки Mercedes-Benz.

## Формульные серии

### «Формула-1»

#### Daimler-Benz AG (1954—1955)

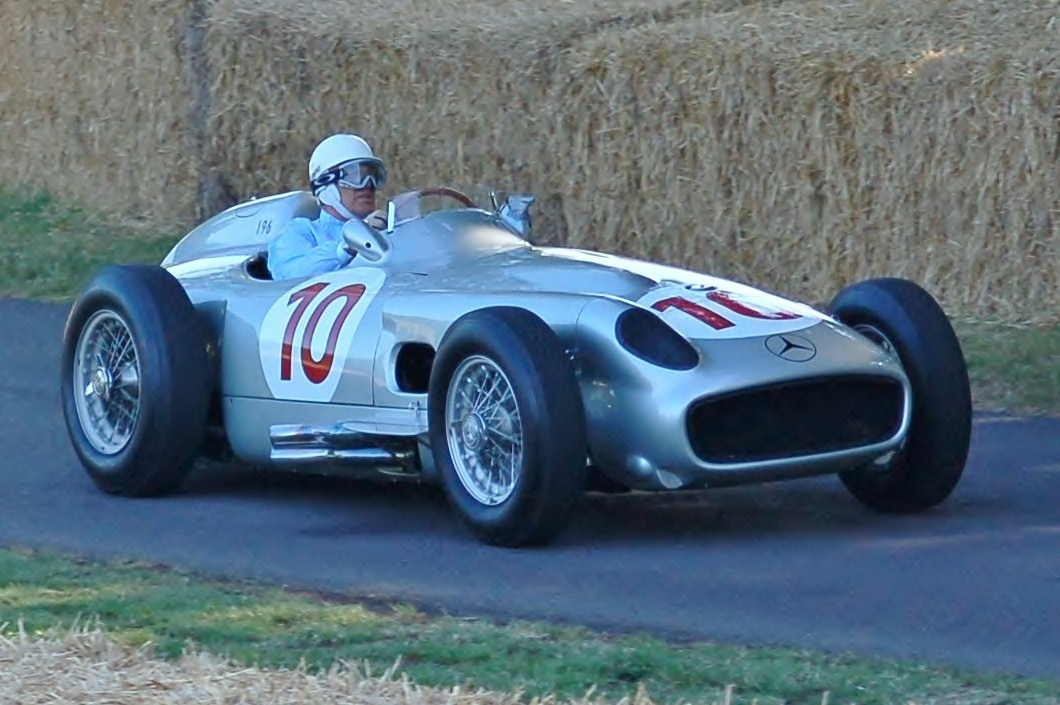
Mercedes-Benz W196 1954 года на фестивали скорости в Гудвуде, 2009 год

После длительного перерыва, возникшего из-за Второй мировой войны, руководство немецкого концерна Daimler-Benz приняло решение о возобновлении гоночной программы марки. Своё возвращение в автоспорт компания начала в том числе и с участия в гонках Формулы-1. В сезоне 1954 года принимал участие автомобиль Mercedes-Benz W196, который концерн разработал в двух вариантах кузова — открытом и закрытом. В качестве пилота гоночной модели был назначен Хуан Мануэль Фанхио, чемпион 1951 года, который в середине сезона перешёл из команды Maserati в команду Mercedes-Benz. Команда сразу же добилась успеха и записала на свой счёт две победы с Фанхио и Карлом Клингом, а также самый быстрый круг (Ханс Херрман). В том же 1954 году Фанхио выиграл ещё три гонки, в результате чего он стал чемпионом сезона.
Успех команды продолжился и в сезоне 1955 года, когда снова был использован тот же автомобиль. В качестве пилотов были назначены Фанхио и молодой Стирлинг Мосс, которые в итоге заняли первое и второе места в чемпионате этого года. Однако громкие победы компании продолжались недолго. Авария на гонке в Ле-Мане в 1955 году положила конец спортивной деятельности концерна «Daimler-Benz AG». Во время соревнования француз Пьер Левег, выступавший за команду Mercedes-Benz, был выброшен в толпу, в результате чего погибло более 80 человек. После консультации со Штутгартом, глава гоночного отдела Альфред Нойбауэр снял оставшиеся автомобили с мероприятия. После данного инцидента в знак уважения к погибшим немецкая компания заявила об уходе из автоспорта.

#### Поставщик двигателей (1993—2009)

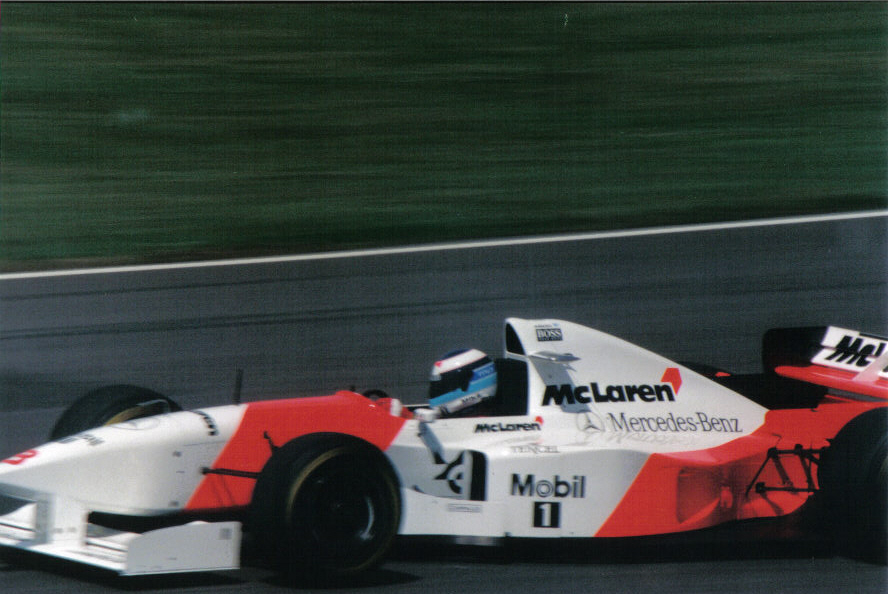
Автомобиль McLaren-Mercedes MP4-10 1995 года, управляемый Микой Хаккиненом

Компания Mercedes-Benz вернулась в Формулу-1 в 1994 году в качестве поставщика двигателей для гоночной команды Sauber, с которой они уже добились успехов в гонках спортпрототипов ранее. Ещё в 1993 году партнёрами Ilmor, Mercedes-Benz и Sauber было объявлено, что двигатели команд будут выпускаться под брендом «Mercedes-Benz». В 1994 году команда Sauber, управляя автомобилями с двигателями Mercedes-Benz, смогла набрать только двенадцать очков.
В 1995 году атмосферный двигатель Mercedes-Benz-Ilmor F1-V10 начал поставляться команде McLaren, заменив силовые агрегаты Peugeot. В сезоне, где доминировали Renault Benetton B195 и Williams FW17, партнёрство McLaren-Mercedes принесло тридцать очков и два подиума от Мики Хаккинена. В 1996 году ситуация повторилась: призовые места в чемпионате конструкторов разделили Williams, Benetton и Ferrari, однако Mercedes-Benz и McLaren удалось заполучить в три раза больше подиумов по сравнению с предыдущим годом и по итогу занять 4-е место в общем зачёте. В этом же сезоне немецкая компания стала поставлять машины безопасности для Формулы-1.
В первой гонке сезона Формулы-1 в 1997 году Дэвид Култхард одержал победу для McLaren и открыл новую эру успеха для британской команды. Тем не менее, McLaren и Mercedes-Benz заняли четвёртое место в Кубке конструкторов, повторив успех предыдущих лет, однако им удалось набрать более чем в два раза больше очков по сравнению с предыдущими сезонами.
С автомобилем McLaren MP4/13, разработанным Эдрианом Ньюи и управляемым Микой Хаккиненом, команда McLaren одержала победу в обоих чемпионатах (пилотов и конструкторов) 1998 года, на двадцать три очка опередив их ближайшего соперника из Ferrari. Хаккинен продолжил завоёвывать титул во второй раз подряд в следующем сезоне, однако команде не удалось сохранить кубок конструкторов, так как их на четыре очка опередила команда Ferrari.

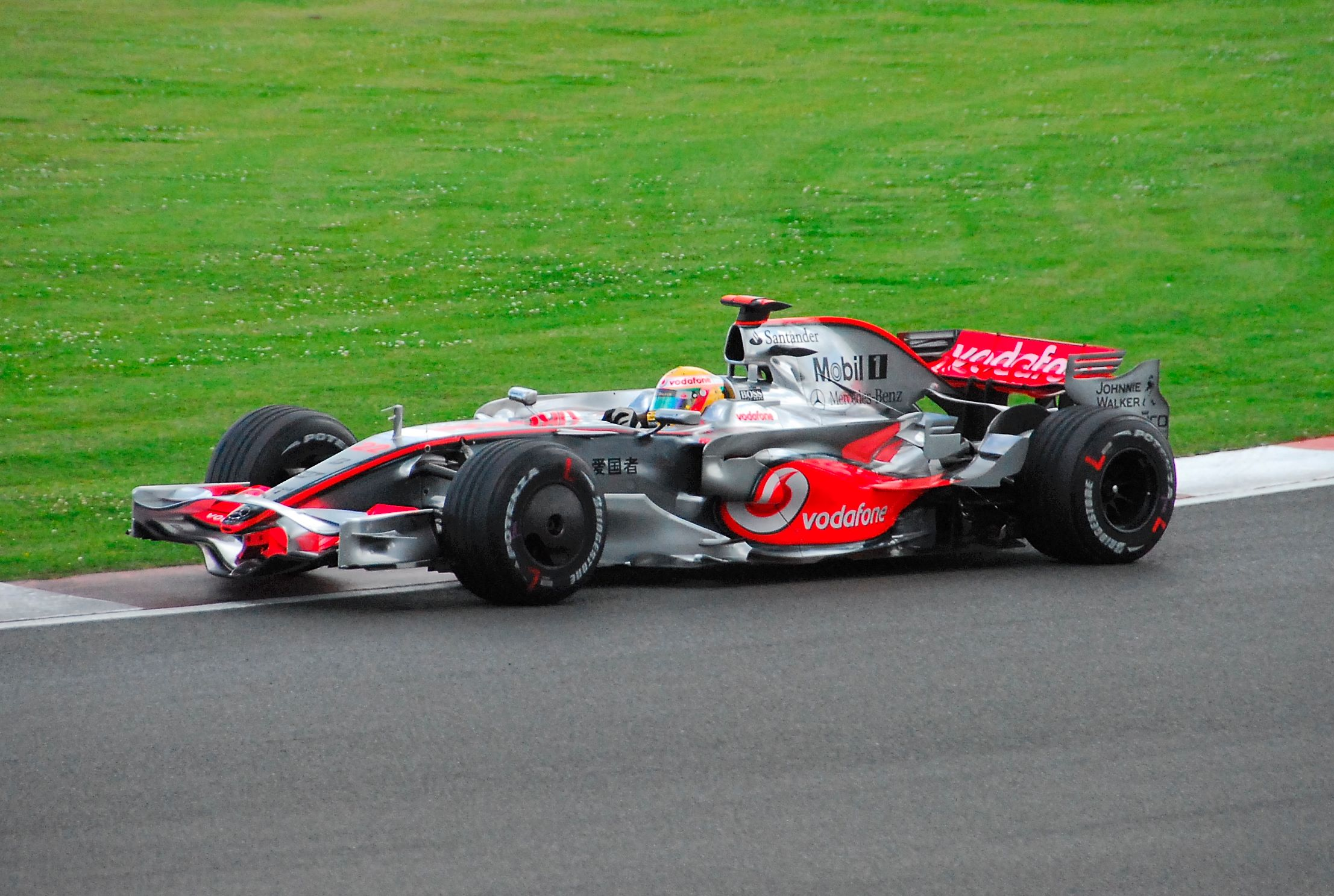
Льюис Хэмилтон в автомобиле McLaren-Mercedes, 2008 год

В 2000 и 2001 годах компания McLaren и её пилоты играли вторую роль в доминирующем партнёрстве Михаэля Шумахера и итальянской компании Ferrari, поскольку последним удалось одержать победу в девятнадцати из возможных тридцати четырёх гонок. Хаккинен ушёл из Формулы-1 до сезона 2002 года, хотя позже стал представителем марки Mercedes-Benz в серии Deutsche Tourenwagen Masters. Его заменил финн Кими Райкконен. Компания McLaren потеряла свою позицию в чемпионате конструкторов, в то время как Шумахер продолжал доминировать. В течение следующих четырёх лет автомобили McLaren показали себя в качестве одних из самых быстрых автомобилей, однако испытывали недостаток в надёжности, особенно в 2005 и 2006 годах. Сезон 2006 года стал для McLaren крайне неудачным — впервые с 1996 года команде не удалось одержать ни одной победы.
В 2007 году гонщики McLaren заняли второе и третье место на Чемпионате пилотов, всего на 1 очко отставая от чемпиона Кими Райкконена, который на тот момент перешёл в команду Ferrari. В 2008 году Льюис Хэмилтон выиграл чемпионат пилотов, на 1 очко опередив Фелипе Масса из команды Феррари. Команда, переименованная в Mercedes GP, дебютировала на Гран-при в Бахрейне в 2010 году. За неё выступали немецкие пилоты Нико Росберг и Михаэль Шумахер.

#### Mercedes AMG Petronas F1 Team (2010—)
16 ноября 2009 года было объявлено, что компания Mercedes-Benz прекратила сотрудничество с McLaren, а вместо этого приобрела 75 % контрольного пакета в команде Brawn GP, выигравшей чемпионат 2009 года.
В сезоне 2011 года команде не удалось занять призового места. Наиболее отличительными моментами стали четвёртое место Шумахера в Канаде и третье место Росберга в Турции. По итогам всех Гран-при Нико Росберг занял 7 место, Михаэль Шумахер — 8-е. В сезоне 2012 года Росберг одержал прорывную победу для команды в третьем раунде в Китае, управляя инновационным болидом Mercedes F1 W03. Однако этого мало и команда продолжает борьбу за дальнейшие подиумы. По итогу сезона Нико Росберг занял 9 место, а Михаэль Шумахер — 13-е.
Для сезона 2013 года был разработан новый болид Mercedes AMG F1 W04. В том же году к команде присоединился Льюис Хэмилтон. Четыре последовательных пола в конечном итоге привели к победе Росберга в Монако, а затем в Великобритании (Росберг) и Венгрии (Хэмилтон). Первая гонка сезона принесла Хэмилтону пятое место. В Малайзии он стартовал четвёртым, финишировал третьим, Льюис был гораздо медленнее Нико, но команда запретила Росбергу обгонять Хэмилтона. В Китае завоевал поул, но финишировал третьим. В Бахрейне квалифицировался четвёртым, но из-за замены коробки передач стартовал девятым. В гонке прорвался на пятое место. По итогу Льюис Хэмилтон занял четвёртое место в чемпионате пилотов, Нико Росберг — 6-е. В чемпионате конструкторов команда Mercedes-Benz заняла 2-е место.

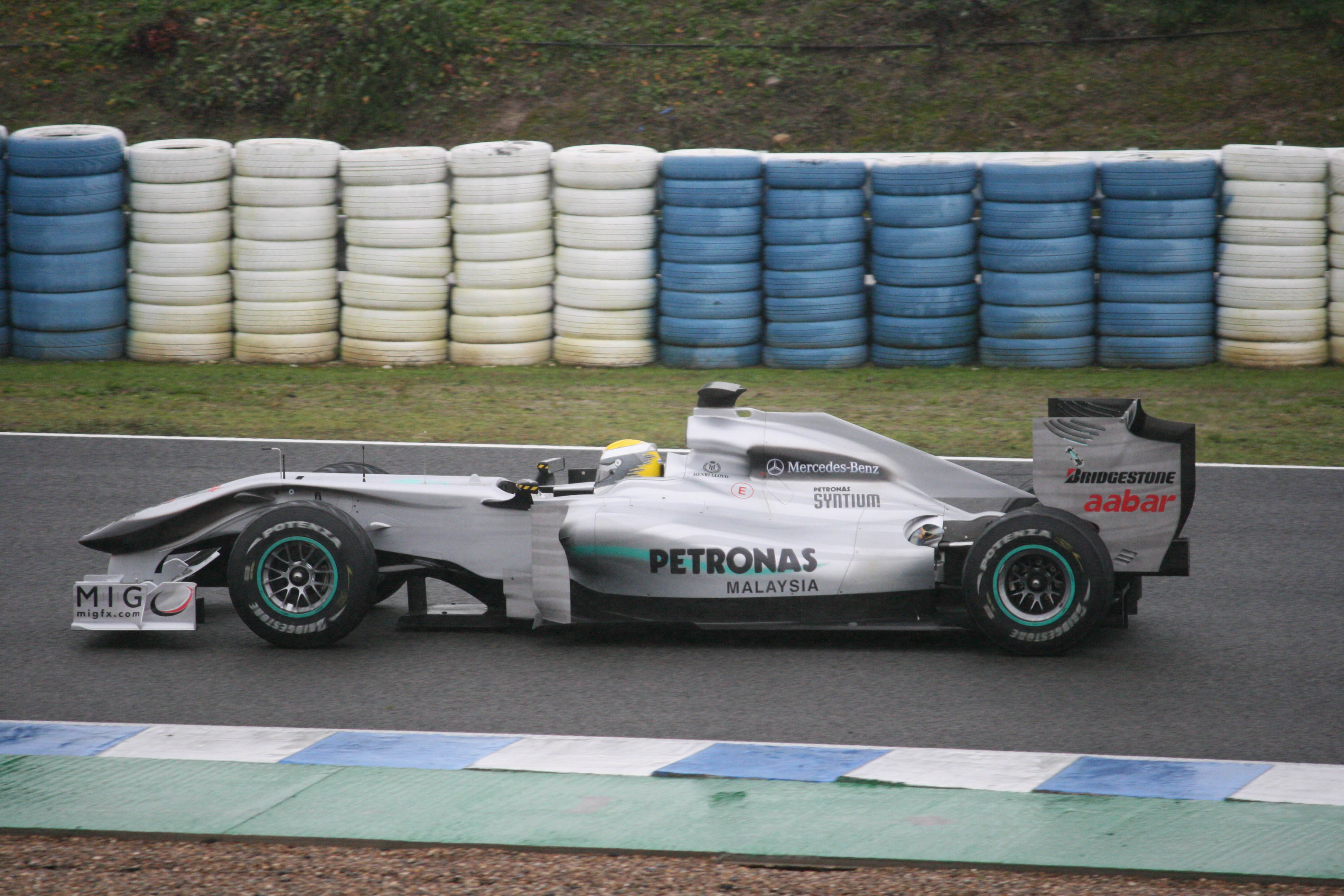
Нико Росберг в 2010 году на автомобиле Mercedes-Benz

В сезоне 2014 года за команду Mercedes-Benz принимали участие гоночные болиды с гибридными двигателями. Пилотам удалось завоевать победы в 6 из 19 гонок, с 11-ю «1—2» финишами. В подавляющем большинстве Гран-при доминировали Хэмилтон (11 из 19) и Росберг (5 из 19). По итогам чемпионата первое место среди пилотов досталось Льюису Хэмилтону, а второе — Нико Росбергу. Кубок конструкторов также достался компании Mercedes-Benz. В 2015 году ситуация повторилась — Хэмилтон и Росберг снова заняли 1 и 2 места соответственно. Кубок чемпионата 2015 года снова достался команде Mercedes (703 очка против 428 у Ferrari).
Сезон 2016 года снова стал успешным для команды Mercedes — победа в 19 из 21 Гран-при досталась штутгартской команде. Однако на этот раз основные пилоты поменялись призовыми местами: первое место занял Нико Росберг, второе досталось Льюису Хэмилтону. Кубок конструкторов в третий раз достался команде Mercedes. Тем не менее, в этом же году Росберг заявил об уходе из Формулы-1.

### «Формула-3»

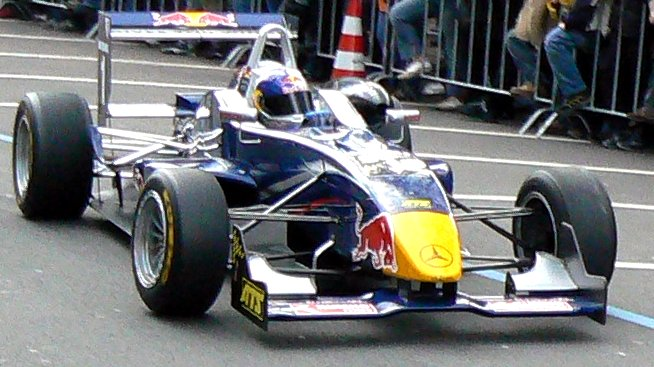
Гоночный болид с двигателем от Mercedes-AMG, 2006 год

В течение пяти лет с тех пор, как компания Mercedes-Benz начала принимать участие в Формуле-3, она превратилась в наиболее доминирующего поставщика двигателей чемпионата. Силовые агрегаты, которые собираются и обслуживаются компанией HWA AG, принесли в купе с мастерством пилотов в общей сложности четыре победы в чемпионатах и четыре командных титула в Евросерии Формулы-3 и Британской Формуле-3.
Двигатель Мерседес-AMG M271, доработанный инженерами H.W.A и основанный на 1,8-литровом 4-цилиндровом двигателе от C-класса с увеличенным до 2,0 литров рабочим объёмом, дебютировал в 2002 году в немецком чемпионате Формулы-3 на двух из трёх шасси Dallara F302 от Mücke Motorsport, которым управляли Маркус Винкельхок и Марсель Лассе.. Винкельхок добился первой победы команды Mercedes в Ф3 на Нюрбургринге в августе 2002 года.
В 2003 году команда Mercedes расширила свою программу Формулы-3, предоставив три команды в первый год Евросерии. Двигатель компании Mercedes-Benz приводил в действие семь автомобилей Mücke Motorsport, Team Kolles и ASM Formule 3. Изначально в гонке доминировала команда Opel-Spiess, частично благодаря Райану Бриско и Prema Powerteam, однако Mercedes выигрывал в восьмом раунде. Самая заметная победа команды была предоставлена Кристианом Клином в Зандфорте в чемпионате Marlboro Masters.
В период между 2004 и 2006 годами автомобили Mercedes-Benz доминировали в чемпионатах пилотов и команд в Евросерии Ф3, отчасти благодаря их тесной связи ASM Formule 3, которая является одной из самых успешных команд Ф3 во Франции. Среди победителей значатся Джейми Грин, Льюис Хэмилтон и Пол ди Реста. В 2006 году компания Mercedes-Benz впервые участвовала в британском чемпионате Ф3, когда она вступил в партнёрство с Räikkönen Robertson Racing, совладельцем которого был Кими Райкконен и две другие команды. Ведущий гонщик Double R Racing Майк Конвей стал чемпионом британской Формулы-3. В 2007 и 2008 годах победы достались Марко Асмеру и Хайме Альгерсуари соответственно, автомобили которых собирались при партнёрстве Dallara-AMG-Mercedes.
В 2014 году в британской Формуле-3 победа досталась Мартину Цао, автомобиль которого оснащался двигателем Mercedes-Benz

### «Формула E»

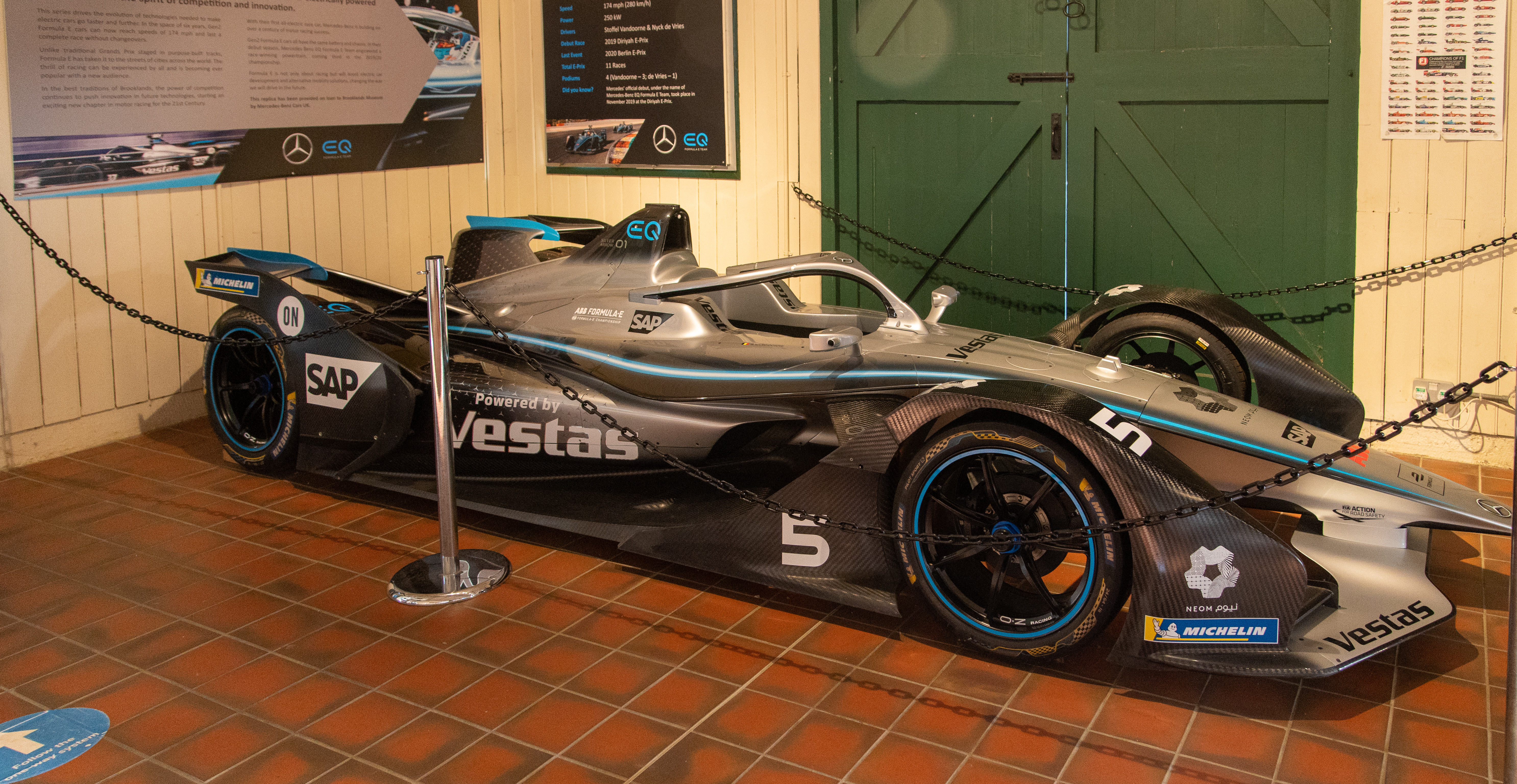
Mercedes-EQ Silver Arrow

Начиная с 2019 года Mercedes-EQ начал принимать участие в гонках Formula E при поддержке Mercedes-AMG Petronas Motorsport под именем Mercedes-EQ Formula E Team.
Официальный дебют Mercedes под названием Mercedes-Benz EQ Formula E Team состоялся в ноябре 2019 года на гонке Diriyah E-Prix, которая представляет собой соревнование с двумя победителями. В форме преемственности команда будет использовать основу, заложенную HWA, вместо того, чтобы полностью переделывать структуру команды.
Команда заняла второе место на чемпионате мира сезона 2019/2020. На этом команда не собиралась останавливаться и заняла первое в чемпионате мира сезона в сезоне 2020/2021. Звание чемпиона мира забрал гонщик команды Mercedes-EQ Formula E Team, Ник Де Врис. Годом позже, звание чемпиона мира в сезоне 2021/2022 снова занимает гонщик команды Mercedes-EQ Formula E Team, Стоффель Вандорн. После победы Mercedes заявил об уходе из Формулы Е из-за низкого количества просмотров и передал свою команду McLaren Automotive.

## Спорткары

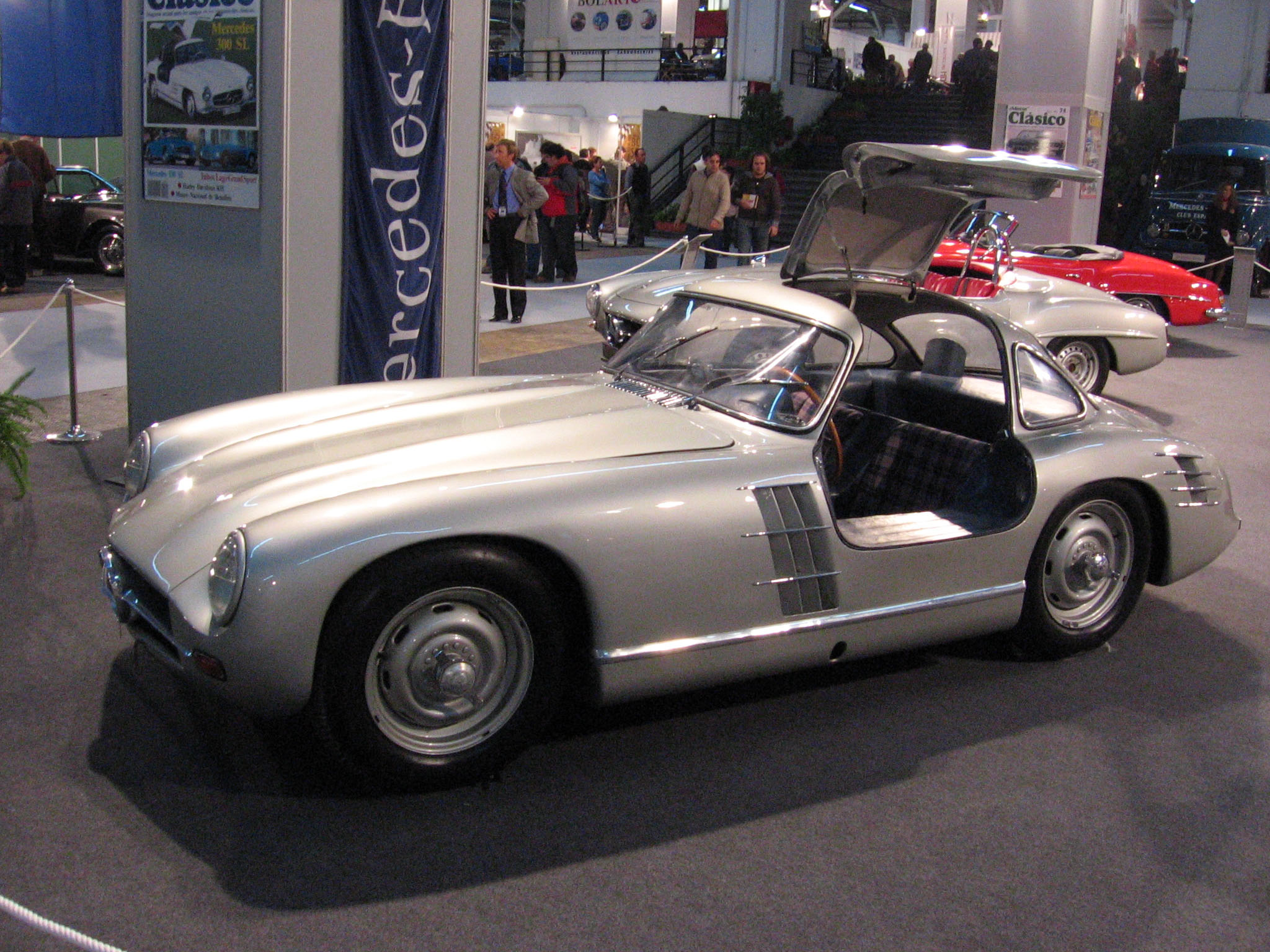
Mercedes-Benz 300 SL, использованный для возвращения марки в автоспорт

В 1952 году руководство компании Mercedes-Benz решило вернуться к гонкам после окончания войны, снова с Альфредом Нойбауэром в качестве менеджера команды. Старт оказался крайне успешным. Их компактный и мощный автомобиль Mercedes-Benz 300SL с дверьми в стиле «крылья чайки» одержал победу в нескольких чемпионатах 1952 года, включая 24 часа Ле-Мана, Carrera Panamericana, а также преуспел в других важных гонках, таких как Милле Милья. Доминирование автомобилей марки Mercedes-Benz в гонках спортивных автомобилей продолжалось до середины 1950-х годов. Для Международного чемпионата спортивных автомобилей был разработан автомобиль Mercedes-Benz 300 SLR, собранный на основе транспортного средства Формулы-1 W196. В 1955 году Стирлинг Мосс выиграл на нём гонки Милле Милья, RAC Tourist Trophy и Targa Florio. В том же году в Ле-Мане произошла катастрофа, когда автомобиль команды Mercedes столкнулся с другой машиной, убив более восьмидесяти зрителей. Команда продолжала выигрывать две оставшиеся гонки сезона и выиграла чемпионат производителя, но уже в начале того же года было запланировано, что в конце сезона 1955 года компания уйдет в отставку. После данного инцидента прошло не одно десятилетие до того момента, когда руководство Mercedes-Benz приняло решение о возобновлении автоспортивной программы.
В конце 1960-х и начале 1970-х годов марка Mercedes-Benz косвенно вернулась на соревнования через тюнинг-компанию AMG (позже ставшей дочерней компанией Mercedes-Benz), которая представила большой седан Mercedes-Benz 300SEL 6.3 V8 в 24 часа Спа и Чемпионате европейских туринг автомобилей.
В 1985 году компания Mercedes-Benz вернулась в Международный чемпионат спортивных автомобилей в качестве поставщика двигателей для частной команды Sauber. Первый автомобиль, произведённый в результате данного партнёрства, Sauber C8 не был особенно успешным. Однако его преемнику, Sauber Mercedes C9, удалось победить в нескольких гонках, в том числе 24 часа Ле-Мана в 1989 году.
После того, как команда Sauber рассталась со своим спонсором Коуросом в конце 1987 года, Mercedes-Benz увеличил свое участие в Sauber в сезоне 1988 года, став заводским участником под именем Sauber-Mercedes. Всё ещё используя модель C9 команда выиграла 5 гонок, однако заняла второе место в чемпионате, уступив команде TWR Jaguar. Однако 1989 год переписал историю, когда команда Sauber-Mercedes выиграла все гонки чемпионата кроме одной, став чемпионом мира. Кроме того, автомобили C9 заняли 1-е и 2-е места в 24 часа Ле-Мана. Для мирового чемпионата 1990 года C9 был заменён новым Mercedes-Benz C11, в то время как команда была переименована в Mercedes-Benz (хотя наряд по-прежнему принадлежала Sauber). Команда полностью доминировала в сезоне, снова выиграв все гонки, кроме одной, и снова стала чемпионом мира. Однако в 1991 году компания Mercedes-Benz отказалась от участия в гонках спортивных автомобилей после неудачного сезона с моделью C291 (только третье место по итогам соревнований).

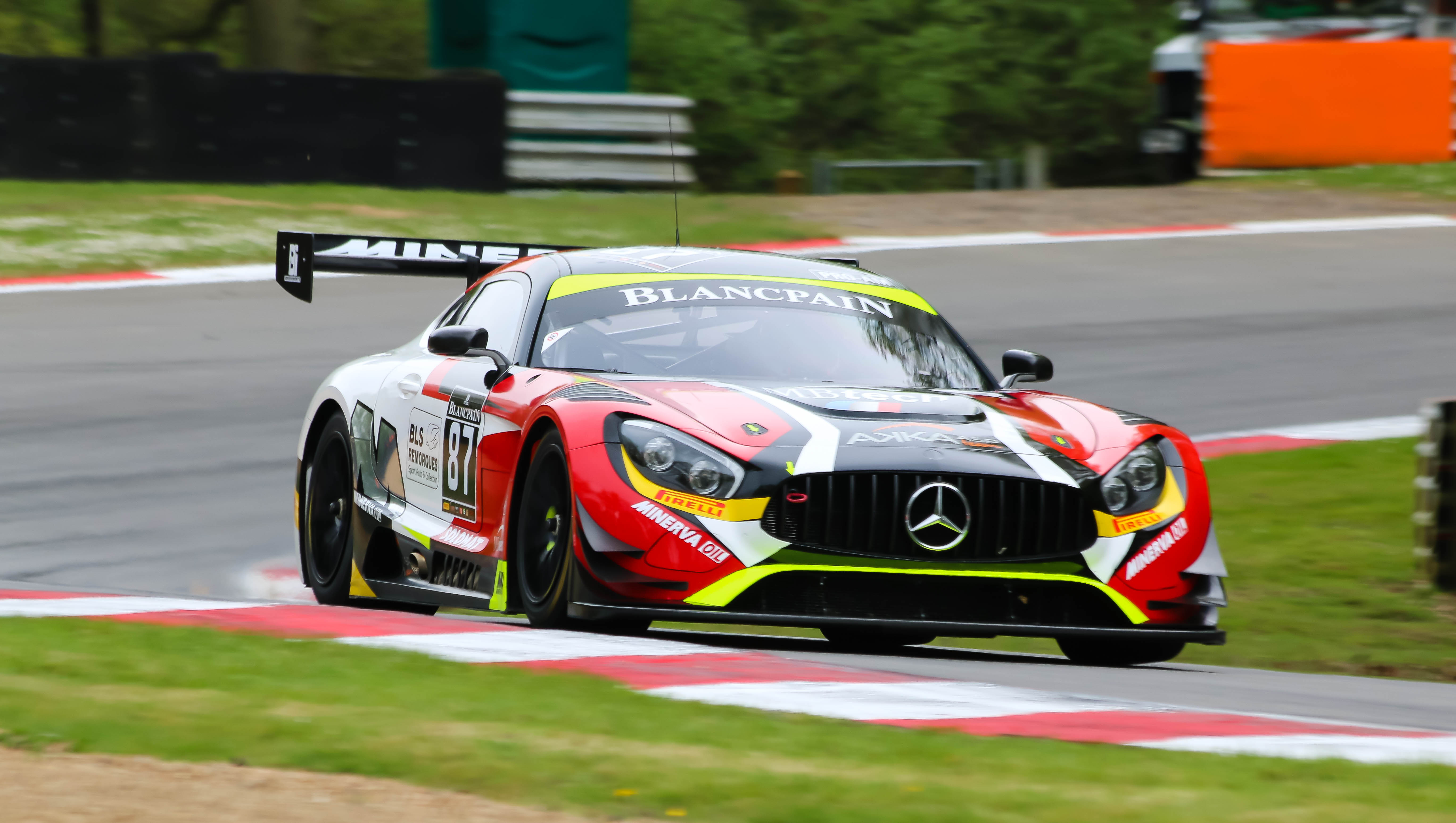
2016 Mercedes AMG GT3, Akka-ASP Team

Возвращение к гонкам спортивных автомобилей произошло в 1997 году с новым автомобилем Mercedes-Benz CLK GTR, который был введён в новую серию чемпионата мира FIA GT. В первый же год своего существования спортивная модель показала великолепные результаты. Суммарный успех автомобиля оказался колоссальным: одержав 6 побед из 11 заездов команда Mercedes-Benz доминировала в гонках. Победителем чемпионата тогда стал Бернд Шнайдер. Через год автогонщик снова одержал победу и стал вице-чемпионом 1998 года. В течение двух раундов чемпионата 1998 года Mercedes-Benz использовала CLK GTR. После на смену ему пришла модификация CLK LM. В течение сезона 1999 года ни один участник не пытался войти в класс GT1 в FIA GT за исключением команды Mercedes-Benz, которая вынудила FIA отменить данную серию также, как это случилось с DTM / ITC два года ранее. По этой причине немецкая марка снова вернулась к планам по строительству полностью нового автомобиля, который бы исправил неудачи в Ле-Мане. Для этого не было необходимости в создании омологационной партии, поэтому подразделение Mercedes-AMG сразу же приступило к разработке Mercedes-Benz CLR. Он был введён в гонку в Ле-Мане в 1999 году, однако серия несчастных случаев, связанных с переворотом автомобиля вследствие проблем с аэродинамикой, привела к отмене проекта CLR, а компания Mercedes-Benz (как заводская команда) с тех пор не участвовала в гонке спортивных прототипов.
В 2011 году компания Mercedes-Benz объявила о том, что GT3 версия модели Mercedes-Benz SLS AMG будет доступна для частных гоночных команд. Начиная с того года SLS AMG GT3 завоевал множество побед в гонках на выносливость в 24 часа Дубая (2012, 2013, 2015), 24 часа Нюрбургринга (2013) и 24 часа Спа (2013), а также выиграл много других гонок в национальных и глобальных чемпионатах GT3. В 2015 году новый Mercedes-AMG GT3 был запущен на смену SLS AMG GT3. В 2016 году данная модель одержала победу в гонке 24 часа Нюрбургринга.

## DTM

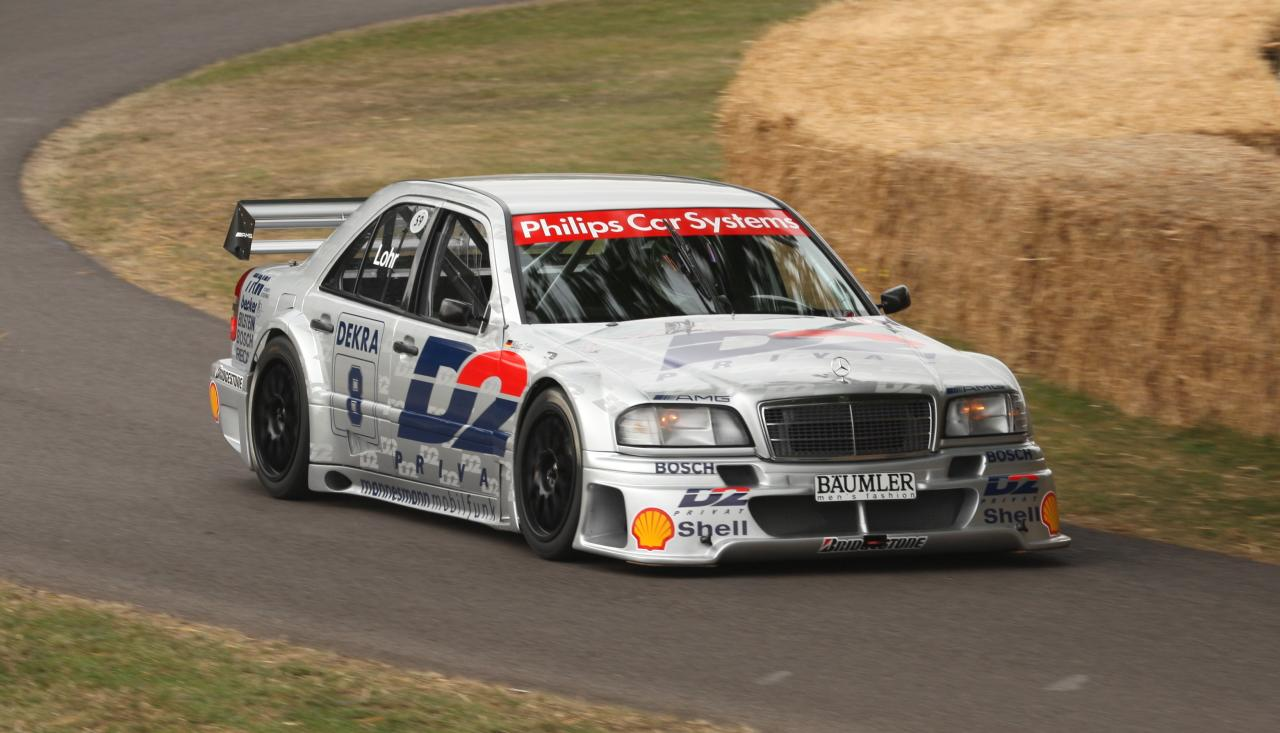
Mercedes-Benz W202 AMG DTM

В середине 1980-х годов компания Mercedes-Benz присоединилась к участию в гонках Deutsche Tourenwagen-Meisterschaft. Уже в 1986 году Фолькер Вайдлер занял в немецком кузовном чеспионате второе призовое место. В 1988 году Роланд Аш принёс команде ещё одно второе призовое место. В 1990 году копилка побед марки пополнилась третьим местом, которое завоевал Курт Тиим. Через год Клаус Людвиг занял второе место в чемпионате пилотов, а кубок конструкторов достался марке Mercedes-Benz. В 1992 году компания показала поразительные результаты: все призовые места достались Штутгартскому концерну. Людвиг улучшил свои результаты и на этот раз занял первое место в чемпионате DTM, управляя автомобилем Mercedes-Benz 190E Evo 2. Второе место лосталось Курту Тииму, а третье — Бернду Шнайдеру. Кубок конструкторов снова достался марке Mercedes-Benz. В 1993 году второе и третье места остались за командой Mercedes. Победителями стали Роланд Аш и Бернд Шнайдер. Через год первые два призовых места завоевали Клаус Людвиг и Йорг ван Оммен, а победа среди конструкторов в третий раз досталась Mercedes-Benz. В сезоне 1995 года Бернд Шнайдер и Йорг ван Оммен вновь принесли победу команде, заняв первое и второе места соответственно. В четвёртый раз кубок конструкторов достался марке Mercedes-Benz. В том же году произошёл некоторый раскол в организации автогоночных мероприятий, в результате чего появился новый чемпионат International Touring Car Championship (ITC). Он продлился всего два года, и в первом же сезоне победа досталась Бернду Шнайдеру, который управлял Mercedes-Benz W204 AMG DTM. В 1996 году гонщик также принимал участие в ITC, однако на этот раз он уступил титул победителя Мануэлю Ройтеру, заняв второе призовое место на автомобиле C-класса. В это же время гонки Deutsche Tourenwagen-Meisterschaft прекратили своё существование, поэтому гоночная программа Mercedes-Benz была переориентирована на спортивные прототипы.

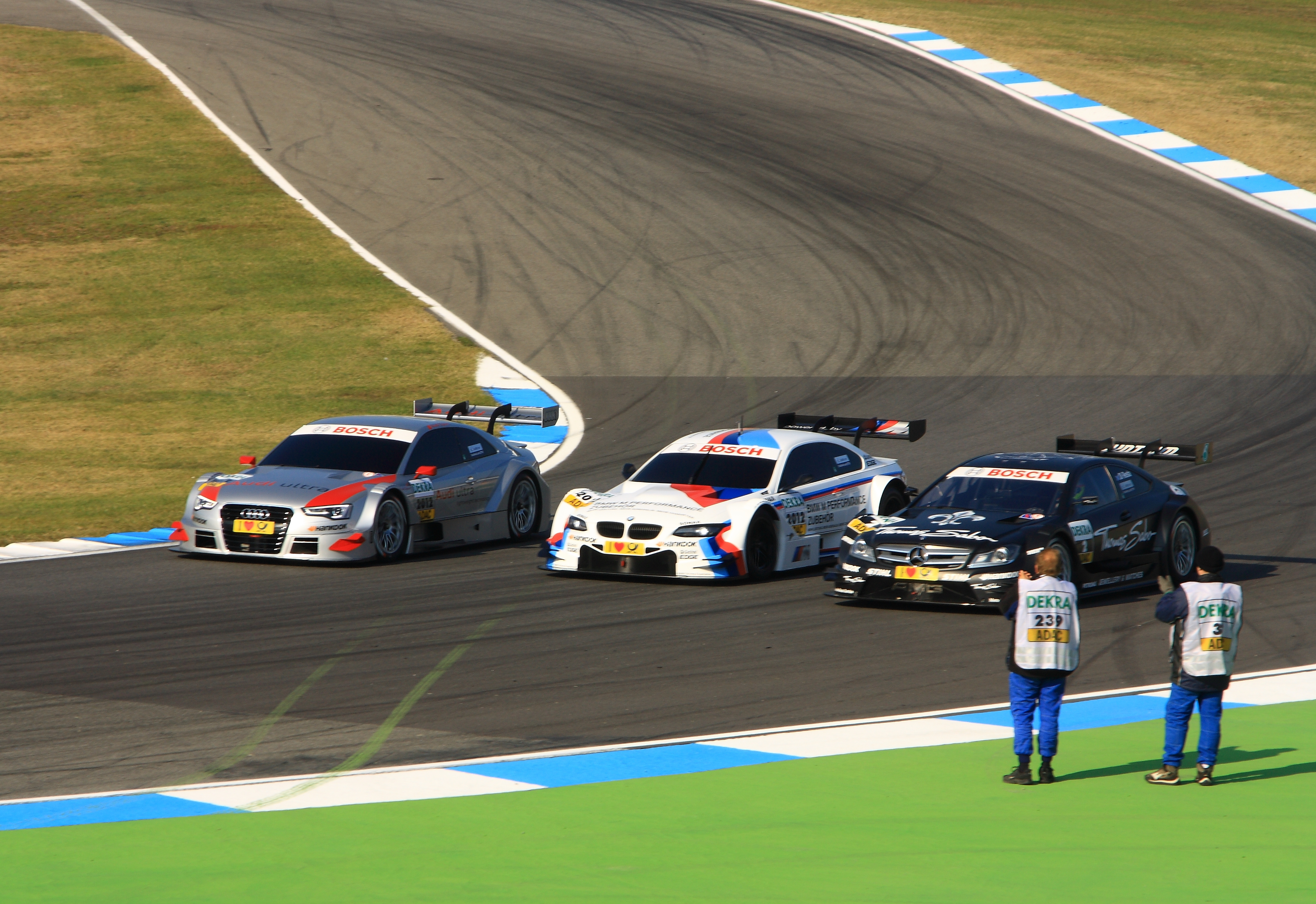
Основные участники DTM: Audi, BMW и Mercedes-Benz на презентации в Хоккенхайме, 2012 год

Тем не менее, уже в 2000 году на основе старого кузовного чемпионата было создано новое спортивное мероприятие — Deutsche Tourenwagen Masters (или «новое DTM»). В первом же сезоне победа досталась Бернду Шнайдеру, пилоту команды Mercedes, который управлял автомобилем Mercedes-Benz CLK. Третье место также занял пилот заводской команды Клаус Людвиг. В 2001 году штутгартская марка показала полное доминирование в сезоне, заняв все призовые места. Первое место вновь досталось Шнайдеру, второе занял Уве Альцен, а третье — британец Питер Дамбрек. В 2002 году Бернад Шнайдер уступил Лорану Айелло, заняв второе место, однако уже в 2003 году исправил ситуацию, снова заняв первое место в DTM. В этом же сезоне снова все призовые места достались марке Mercedes-Benz. Второе место занял голландец Кристиан Альберс, а третье — швейцарец Марсель Фасслер. Сезон 2004 года принёс команде второе и третье призовые места, на этот раз благодаря пилотам Гэри Паффетту и Кристиану Альберсу соответственно.
В 2005 году англичанин Гэри Паффетт принёс команде Mercedes почётное первое место. Через год Бернд Шнайдер снова занял первое место в чемпионате DTM, а его напарник по компанде канадец Бруно Спенглер одержал второе место. В 2007 году Спенглер смог занять 2-е призовое место, управляя автомобилем Mercedes-Benz C-класса. В 2008 успех своего коллеги повторил британец Пол ди Реста. В 2009 году второе и третье места достались Гэри Паффетту и Полу ди Реста, которые снова выступали за команду Mercedes. 2010 год стал для немецкой марки крайне успешным: снова все призовые места остались за Mercedes-Benz. Победителями стали Пол ди Реста, Гэри Паффетт и Бруно Спенглер (в порядке очерёдности). В 2011 году успешно финишировать смог только Спенглер, заняв третье место. Через год результаты команды были улучшены: Гэри Паффетт и Джейми Грин заняли второе и третье места соответственно. Следующая победа команде досталась только спустя три года: в 2015 году Паскаль Верляйн одержал победу над соперниками и занял первое место, управляя автомобилем Mercedes-AMG C63 DTM. В июле 2017 года было объявлено, что компания покинет чемпионат после 2018 года.

## Другие виды спорта

### IndyCar / 500 миль Индианаполиса

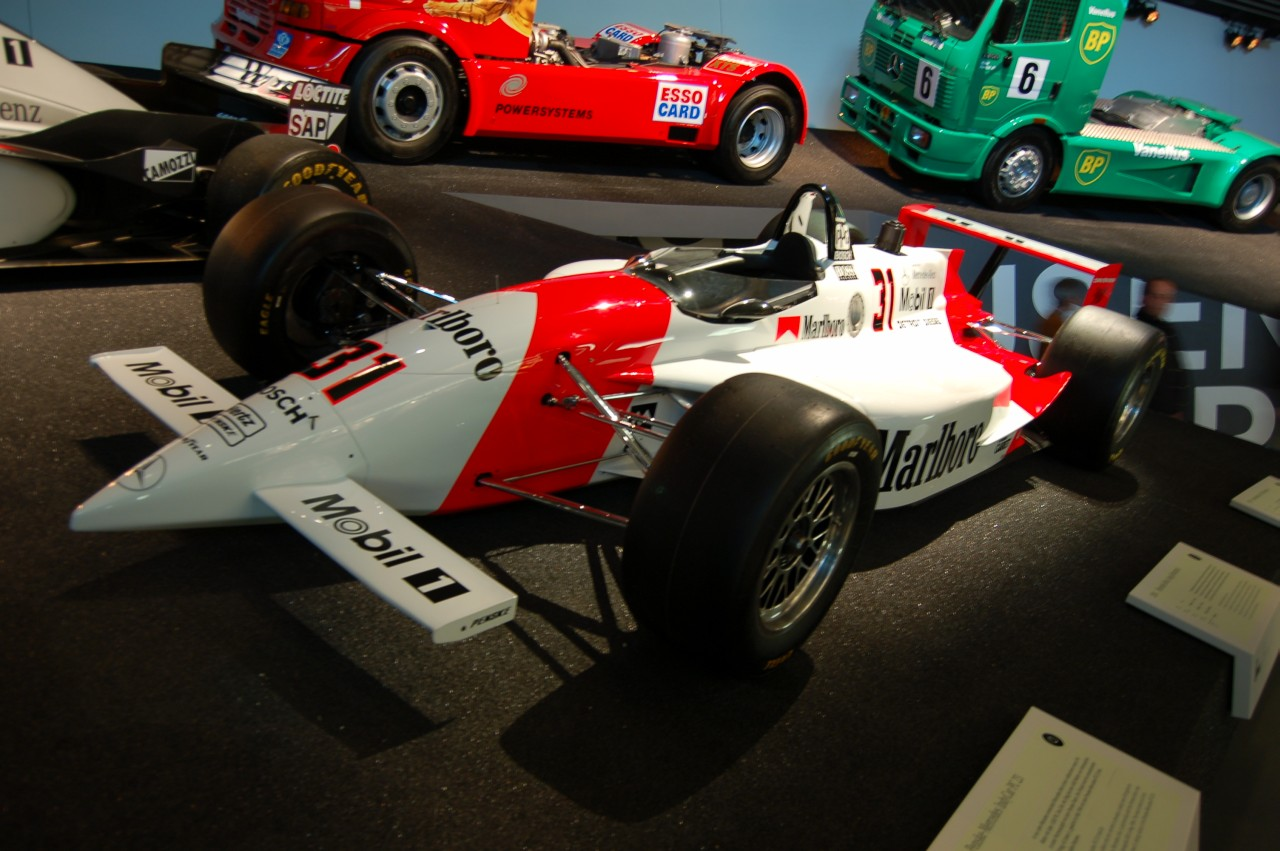
Penske-Mercedes IndyCar в музее Mercedes-Benz

Ещё в 1915 году итальянец Ральф ДеПальма принимал участие на гонках 500 миль Индианаполиса управляя автомобилем марки Mercedes (тогда ещё выпускавшиеся компанией Daimler-Motoren-Gesellschaft). Пилот одержал победу, проехав трассу за 5 часов 33 минуты и 55 секунд, двигаясь со средней скоростью в 89,840 км/ч.
В 1923 году команда «Mercedes» также приняла участие в знаменитой гонке 500 миль Индианаполиса, которая состоялась 30 мая в США. До этого события на состязаниях ни разу не участвовали автомобили с компрессорами. Макс Зайлер закончил гонку, заняв восьмое место. Его товарищи по команде, Кристиан Вернер и Кристиан Фридрих Лаутеншлагер, заняли одиннадцатое и двадцать третье места соответственно.
В 1994 году Альфред Унсер-младший одержал победу в гонке IndyCar Series, управляя специальным гоночным автомобилем Penske-Mercedes (шасси разрабатывала компания Penske, а двигатель — Mercedes-Benz). Компания знала об одной лазейке: правила соревнований допускали участие серийных автомобилей с любым типом двигателя. Поэтому немецкий концерн собрал силовой агрегат со штанговыми толкателями в приводе клапанов, что дало значительное преимущество в мощности. Инженеры и руководители Mercedes-Benz знали, что «забытая» лазейка будет закрыта сразу после того, как они ею воспользуются, и поэтому двигатель фактически предназначался для однократного применения только для этой единственной гонки.
Начиная с 1995 года, компания Mercedes-Benz переименовала двигатели компании Ilmor в «Ilmor-Mercedes-Benz», а её команде удалось добиться шести побед в свой первый полный сезон, а также занять второе место в чемпионате пилотов. После сурового периода в 1996 году, компания вернулась в 1997 году с восемью победами и выиграла чемпионат конструкторов. Тем не менее, отсутствие конкурентных результатов в следующие сезоны и расщепление CART / IRL привело к тому, что команда Mercedes постепенно потеряла интерес к соревнованиям, а немецкий производитель отказался от американских гонок в конце сезона 2000 года.

### V8 Supercars
В 2013 году компания Mercedes-Benz вступила в гонки V8 Supercars совместно с командой Erebus Motorsport, выставив три автомобиля Mercedes-Benz E63 V8 в 2013 году и два в 2014 и 2015 годах.

### Мотоспорт
Начиная с 2014 года мотоцикл разработки Mercedes-AMG и MV Agusta, Mercedes-AMG MV Agusta F3 800 начал выступать на различных мотогонках.